# Caryota urens
Espèce
Statut de conservation UICN

 LC  : Préoccupation mineure
Caryota urens est une espèce de plantes à fleurs de la famille des Arecaceae. Son aire de répartition est le sud-ouest et le sud de l'Inde et le Sri Lanka. C'est un arbre qui pousse principalement dans le biome tropical humide. Il est utilisé comme nourriture pour les animaux, comme poison et comme médicament, il a des utilisations environnementales et sociales et sert de combustible et de nourriture,.

## Description
Caryota urens est un arbre au tronc solitaire qui peut mesurer 18 m en hauteur et jusqu'à 30 cm de large. Des anneaux de cicatrices foliaires très espacés couvrent son tronc gris et aboutissent à une couronne de feuilles de 6 m de largeur et de 6 m de hauteur. Les feuilles bipennées sont de forme triangulaire, d'un vert vif à foncé, 3,5 m de long, et portées par un pétiole de 60 cm de long. Les pennations obdeltoïdes mesurent 3 cm de long avec un bord pointu et un bord dentelé. Ces feuilles ressemblent à des queues de poissons.
De longues inflorescences émergent à chaque nœud de feuille, de haut en bas, produisant des grappes pendantes de fleurs blanches, unisexuées. Le fruit devient à maturité une drupe ronde, 1 cm drupe, de couleur rouge avec une graine.
Comme ces plantes sont monocarpiques, l'achèvement du processus de floraison et de fructification entraîne la mort de l'arbre.

## Répartition
Ce taxon se rencontre dans les pays suivants : Inde, Sri Lanka.

## Galerie

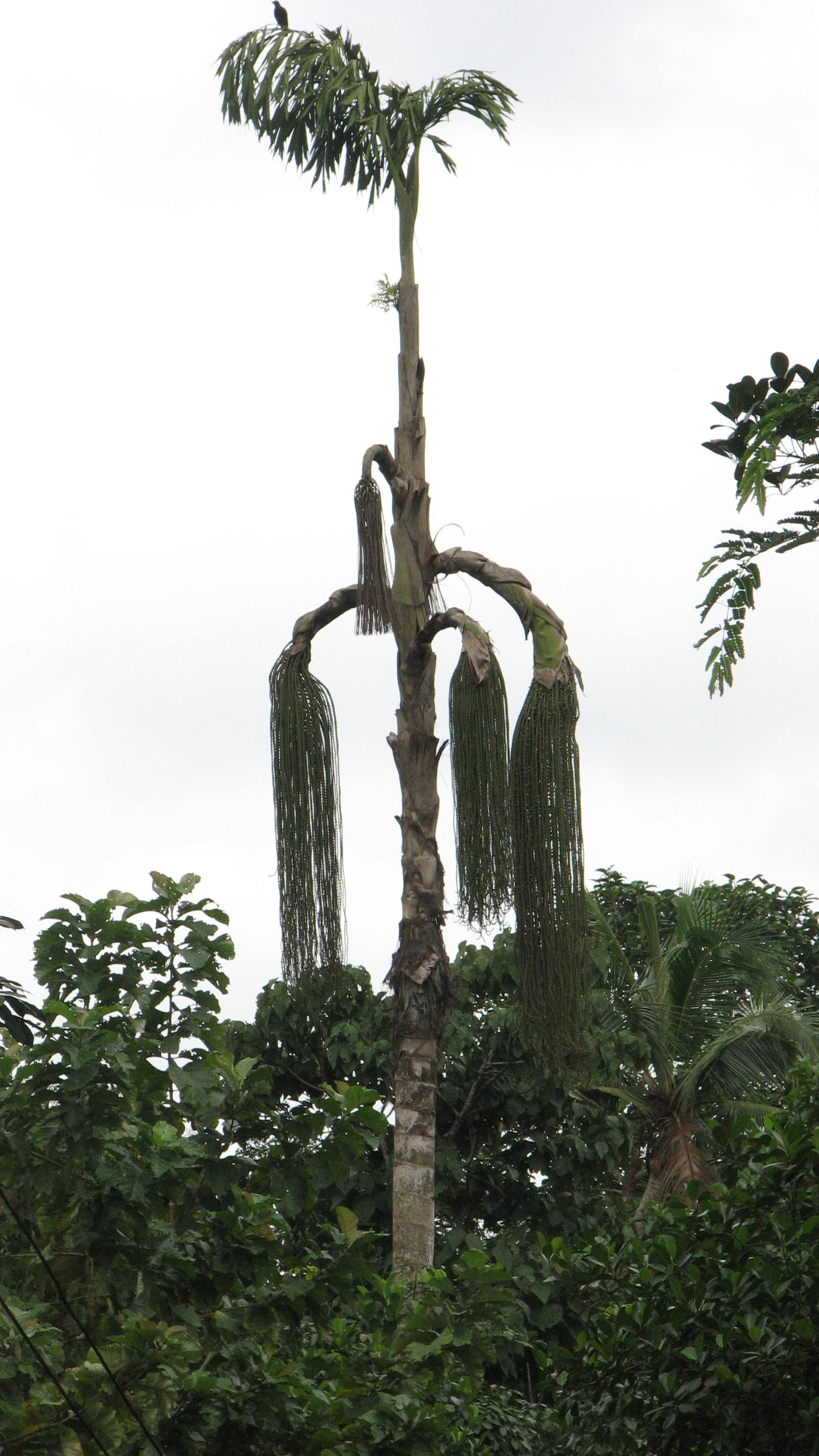
Arbre
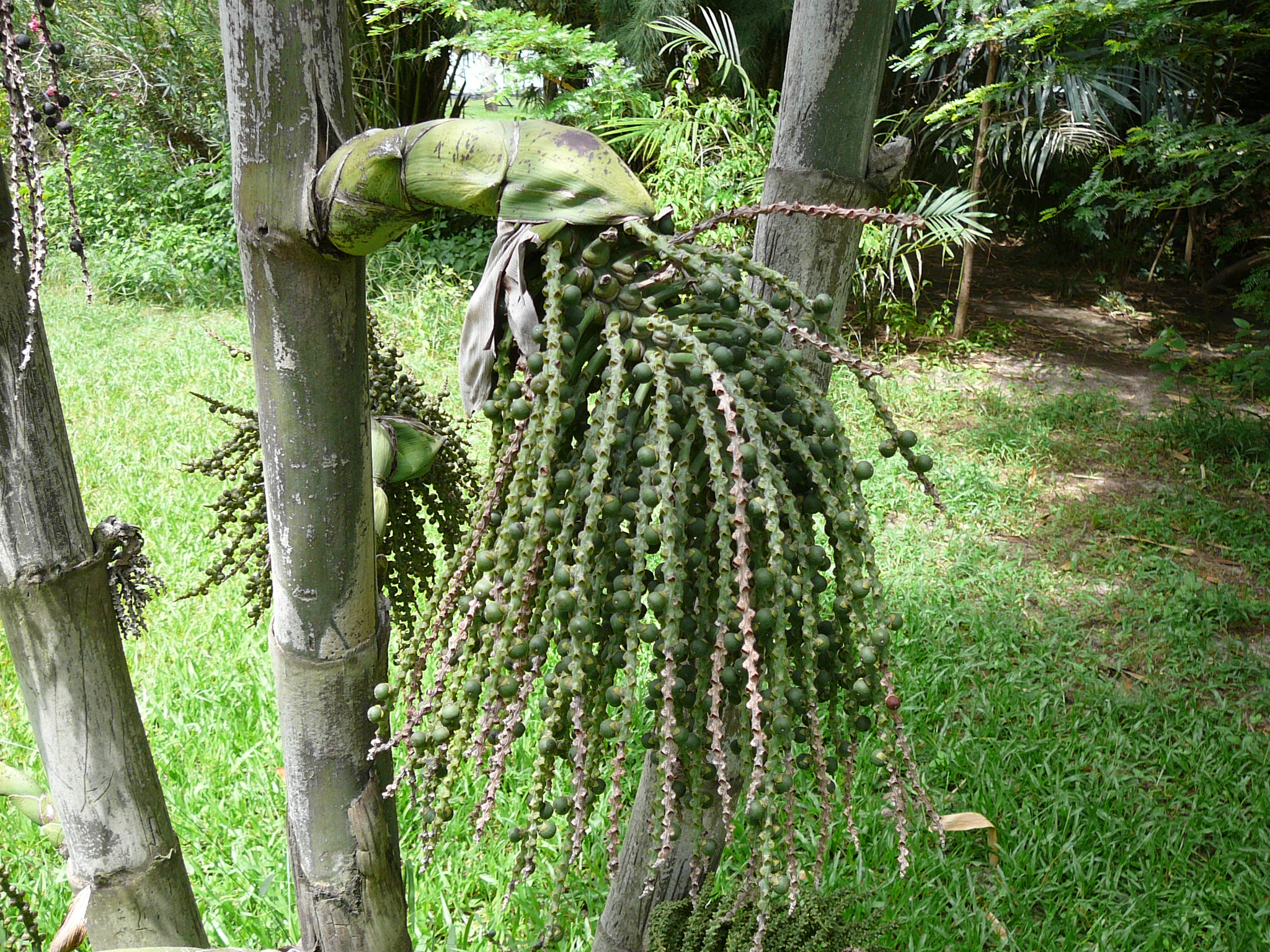
Fruits non mûrs

## Utilisation
Le tronc contient une grande quantité d'amidon et un jus peut être extrait des pousses des fleurs. Ce dernier peut être bouilli pour obtenir un sirop sucré. Le chou peut être consommé cru ou cuit.
Cette espèce est appelée kithul (කිතුල්) au Sri Lanka. Il est surtout connu pour être à l'origine du kithul treacle, un jaggery liquide. La sève de l'arbre est bouillie pendant de nombreuses heures jusqu'à ce qu'elle se transforme en une mélasse épaisse et foncée, unique au Sri Lanka. La mélasse de Kithul est utilisée comme édulcorant dans la cuisine sri-lankaise et occidentale.
Le vin de palme « Toddy » est extrait de l'inflorescence et est considéré comme quelque peu puissant comparé au toddy extrait d'autres palmiers. La pulpe de la plante mature est coupée, séchée au soleil et réduite en poudre. Elle a un goût sucré,. Cette poudre est considérée comme fraîche et nutritive dans les districts côtiers du Karnataka. Au Sri Lanka, la poudre est mélangée à du lait de coco et cuite pour préparer le Kithul Thalapa (කිතුල් තලප).
Les éléphants sont nourris avec les feuilles et la pulpe de cette plante.
Les feuilles possèdent des fibres solides et sont utilisées pour la vannerie au Cambodge, où la plante est appelée « tunsaè ». Le cœur du tronc contient un amidon similaire à celui du sagou, et le tronc peut également être utilisé pour la construction. Le fruit, une fois débarrassé de ses poils raides, est agréable et doux à manger, et, comme ailleurs, les Cambodgiens coupent les tiges pour en faire du sucre, qui à son tour peut être transformé en vin.

### Toxicité
Comme pour tout les Caryotas, le fruit contient des cristaux en forme d'aiguilles d'oxalate de calcium, les raphides. La consommation des fruits peut provoquer des dermatites et des brulures. En cas de symptômes, procéder à des lavages abondants et utiliser des topiques cutanés.

## Culture
Caryota urens est cultivé comme arbre ornemental, et planté dans les jardins et les parcs dans les climats tropicaux et subtropicaux. Il est également utilisé comme plante d'intérieur et plante d'appartement lorsqu'il est plus petit.

## Systématique
Le nom correct complet (avec auteur) de ce taxon est Caryota urens L..
Ce taxon porte en français les noms vernaculaires ou normalisés suivants : Caryote brûlant, Queue de poisson, Palmier céleri,,, caryote brûlant,, Queue de poisson, caryote brûlante, palmier à sucre.